# Hüttenkäse

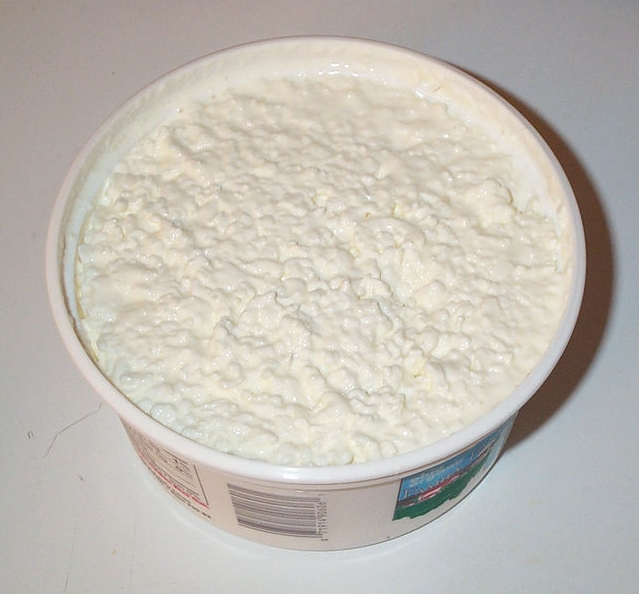
Hüttenkäse in typischer Verkaufsverpackung

Hüttenkäse ist eine  Frischkäsesorte. Besonderes Kennzeichen des Hüttenkäses ist seine körnige Struktur, weswegen er auch als körniger Frischkäse (ugs. Kugerlkäse) bezeichnet wird. In Deutschland ist der Begriff Hüttenkäse von dem Unternehmen Hochland als Marke eingetragen, wird jedoch oft von Verbrauchern auch für körnigen Frischkäse anderer Hersteller verwendet (Deonymisierung).

## Herstellung
Pasteurisierte (Mager-)Milch wird mit Milchsäurebakterien, Calciumchlorid und unter 0,2 % Lab versetzt und anschließend für 12 Stunden bei 22 °C oder für 4 Stunden bei 30 °C dickgelegt. Das erste Verfahren wird als Kaltsäuerung, das zweite als Warmsäuerung bezeichnet. Die Milchsäurebakterien (z. B. Lactobacillus lactis ssp. lactis oder ssp. cremoris) bewirken durch eine Absenkung des pH-Wertes auf ca. 4,7 in Verbindung mit dem Lab die Bildung einer Gallerte. Diese wird anschließend mit einer Käseharfe in kleine Würfel geschnitten und bei 50 bis 55 °C etwa eine Stunde gebrannt. Unter Brennen versteht man in der Fachsprache, dass sich aufgrund steigender hydrophober Wechselwirkungen das Caseinnetzwerk in den Gallertwürfeln zusammenzieht und die in der Gallerte eingeschlossene Flüssigkeit – das Serum – freigesetzt wird. Der Gallertwürfel verfestigt sich dadurch und die Trockenmasse wird erhöht. Die Erwärmung auf Brenntemperatur muss langsam erfolgen, damit sich die Gallertwürfel nicht lediglich äußerlich verfestigen (d. h. innerhalb der äußeren Schicht der Gallertwürfel vernetzen sich die Caseinkomplexe zu rasch und bilden eine Haut um die Gallertwürfel – in der Fachsprache coating genannt) und damit einen weiteren Wasseraustritt verhindern. Nach dem Brennen und ausreichendem Serumaustritt werden die entstandenen Gallertkörner noch mehrmals gewaschen und so Säuren, Salze und Milchzucker aus dem Korn entfernt. In einem abschließenden Schritt werden die Körner mit einer Soße vermischt. Die Soße besteht aus fermentierter Sahne und Salz und dient der Aromatisierung der Körner.

## Verwendung
Hüttenkäse wird pur gegessen oder auch als Brotaufstrich oder in Salatsoßen verwendet. Da Hüttenkäse einen vergleichsweise geringen Fett- und Kohlenhydrat-, jedoch einen hohen Proteingehalt hat, wird er gern in verschiedenen Diätformen eingesetzt. Hüttenkäse enthält je 100 Gramm ca. 3,4 g Kohlenhydrate (davon 2,7 g Zucker), 4,3 g Fett und 11,1 g Proteine. Daraus ergibt sich ein Energiegehalt von 410 kJ (98 kcal).